# Жипхеген
Жипхеге́н (рос. Жипхеген) — селище у складі Хілоцького району Забайкальського краю, Росія. Адміністративний центр та єдиний населений пункт Жипхегенського сільського поселення.

## Населення
Населення — 1286 осіб (2010; 1332 у 2002).
Національний склад (станом на 2002 рік):
- росіяни — 99 %